# Erich Kärger
Erich Kärger (* 6. Januar 1929 in Klippendorf, Landkreis Züllichau-Schwiebus, heute in der Woiwodschaft Lebus) war ein deutscher Politiker und Funktionär der DDR-Blockpartei DBD.
Kärger war staatlich geprüfter Landwirt und Vorsitzender der LPG Pflanzenproduktion (Typ II) in Kantow, Kreis Kyritz. Von 1967 bis 1990 war er Mitglied der Volkskammer der DDR.

## Ehrungen
- Verdienter Genossenschaftsbauer der Deutschen Demokratischen Republik
- Medaille für ausgezeichnete Leistungen in der LPG